# Jack Wood
The Jack Wood — томская гараж/блюз-рок-группа, поющая на английском языке. Состав коллектива: вокал, клавиши; гитара, бэк-вокал; барабаны.

## История
Группа собралась в Томске в 2011 году под названием Jack Wood. Коллектив был назван в честь пса Джека, похороненного гитаристом и вокалисткой в лесу, возле которого спустя несколько лет они встретили будущего ударника группы. Демоальбом Old Suitcase был записан спонтанно за одну ночь по материалу гитариста , который, будучи старым другом вокалистки, уговорил её поучаствовать в записи.
В 2012-м Jack Wood записали одноименный дебютный альбом.
Зимой 2012 года Jack Wood взяли «гран-при» на фестивале «Шурф-Зима-Жара» в Воронеже.
В 2012 году группа выступила на фестивалях Пикник Афиши, Stereoлето, «Форма», а также была номинирована в категории «Дебют» премии «Степной волк» Артемия Троицкого и одержала победу на фестивале «Индюшата» Александра Кушнира.
В 2013 году Jack Wood получили премию клуба «16 Тонн» «Золотая Горгулья» — как лучшая рок-группа года.
В октябре 2014-го была выпущена вторая полноценная пластинка группы — Deus, получившая серьезный отклик в музыкальной сфере. Вместе с выпуском пластинки коллектив изменил название, добавив к нему артикль «the».
После выпуска альбома группа дала 7 концертов в рамках первого тура по Германии, отыграв в Берлине, Гамбурге, Бремене и других городах.
В декабре 2014 вокалистка The Jack Wood Саша выступила в Нью-Йорке на мероприятии, посвященном 20-й годовщине журнала VICE — вместе с Ником Зиннером (Yeah Yeah Yeahs), Эндрю Уайатом (Miike Snow), Джеком Лоуренсом (The Raconteurs, The Dead Weather) и Полом Стэнли-Маккинзи (Pauli PSM), а также записала ряд композиций в соавторстве с такими музыкантами, как Ричард Хэлл, Ленни Кей, Марк Рибо, Pussy Riot и Le Tigre.
В январе 2015-го The Jack Wood сыграли на Роттердамском кинофестивале, а в феврале того же года коллектив выступил на мероприятии Cinema For Peace в рамках Берлинского кинофестиваля.
В июне 2015-го The Jack Wood выступили на фестивале Гластонбери в Великобритании.
В ноябре 2015-го группа победила в номинации «Рок-артист года» на независимой музыкальной премии Jagermeister Indie Awards.
В феврале и сентябре 2017-го группа выступила на крупнейших европейских шоу-кейс фестивалях - MENT в Любляне и Reeperbahn в Гамбурге. Результатом выступления на MENT стало включение песни "Devilishly" в подкасты радио KEXP (Seattle) "Music That Matters" и "Song of the Day".

## Дискография

### Альбомы
- 2011 — Old Suitcase (демо)
- 2012 — Jack Wood
- 2014 — Deus[12][13]
- 2016 — Ritual
- 2018 — Confession

### Синглы
- 2014 — Cave Rats
- 2015 — Stoned | Vice
- 2015 — Keep on Going

## Публикации
- «Мы, может быть, сдохнем завтра» // Hook
- Знакомьтесь, Jack Wood // Русский Репортер
- Новые русские Jack Wood: готический панк-блюз из Томска // Афиша
- Jack Wood: из глубины сибирских руд // One Age Radio
- Loud Forms of Awareness: Jack Wood, Pole, Axis Motion, and Mars-96 (недоступная ссылка) // Far From Moscow
- A Darker Side of Happiness: Wasp’n’Hornet, Sabaka, and Jack Wood (недоступная ссылка) // Far From Moscow
- Артемий Троицкий, Татьяна Иванова. Артемий Троицкий — о новой русской музыке: от «Окуджав» до «Группы женского айкидо». «Бумага» (3 мая 2015).
- Борис Барабанов. Jack Wood. Коммерсантъ (14 июня 2013).